# Resistencia

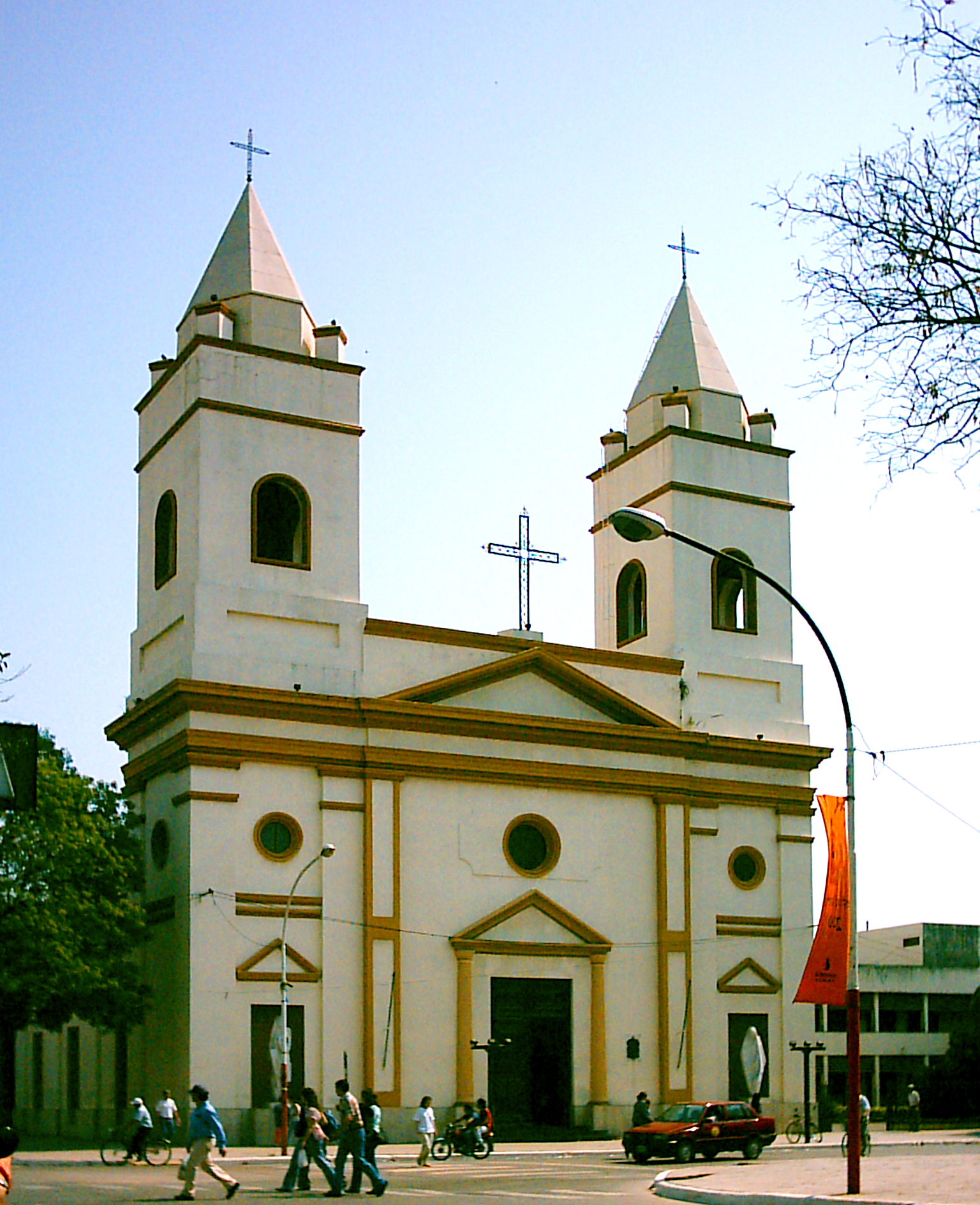
Katedra

Resistencia – miasto w północnej Argentynie, w pobliżu granicy z Paragwajem, przy Drodze Panamerykańskiej, stolica prowincji Chaco. Około 404 tys. mieszkańców.

## Miasta partnerskie
- Asunción, Paragwaj
- Udine, Włochy
- Trydent, Włochy
- São Vicente, Brazylia